# Саветник (филм)
Саветник (енгл. The Counselor) је британско-амерички криминалистички трилер из 2013. редитеља Ридлија Скота снимљен по сценарију Кормака Макартија у коме насловну улогу тумачи Мајкл Фасбендер.
Само неколико дана пре свог брака, адвокат, Саветник, бива уплетен у заверу око дроге у коју је укључен посредник, Вестреј.

## Радња
Филм почиње сценом секса између Саветника (Мајкл Фасбендер) и његове девојке Лауре (Пенелопе Круз). Истовремено, у Мексику се кокаин пакује у бурад и скрива у камиону напуњеном канализацијом. Камион прелази границу и креће ка постројењу за пречишћавање отпадних вода. Саветник путује у Амстердам, тврдећи да је на пословном путу, али заправо купује веренички прстен за Лауру од холандског златара (Бруно Ганц). Вративши се у Сједињене Државе, он запроси Лору и она прихвата. Касније се појављује на забави у вили у власништву његовог клијента Рајнера (Хавијер Бардем) и његове девојке Малкине (Камерон Дијаз). Саветник и Рајнер (који је задужен за део картела у САД) имају дугу дискусију, током које Рајнер упозорава да саветник, уласком у посао са дрогом, може добити више моћи и средстава него што има, али мора да запамти да имају посла са веома тешким партнерима.
Саветник се састаје са Рајнеровим пословним партнером Вестрејем (Бред Пит) како би поделио његов интерес за посао са дрогом који вреди скоро четири стотине одсто. Вестреј упозорава саветника, рекавши да су мексички картели немилосрдни, посебно према адвокатима. Касније, саветник посећује свог клијента, затвореницу по имену Рут (Рози Перез), чији је син, бајкер познат као Зелени стршљен (Ричард Кабрал), недавно ухапшен због пребрзе вожње. Саветник пристаје да плати казну како би га извукао из затвора, не знајући да је Зелени стршљен курир у саобраћају картела.
Малкина, која прати активности свог љубавника Рајнера, унајмљује Монтера (Сам Спруел) да украде камион са дрогом. Повлачи жицу преко аутопута где јури Зелени стршљен. Бајкер који је заслепљен рефлектором одсечен је жицом. Након што му је извадио главу из кациге и одузео уређај који ће омогућити да се камион покрене, Фитер вози до постројења за пречишћавање отпадних вода, где отима камион са кокаином. Сазнавши за овај инцидент, Вестреј зове саветника да га упозори да је Зелени стршљен мртав, да је кокаин украден и да сви који су укључени у посао морају да побегну, јер Рут и картел верују да су саветник, Рајнер и Вестреј повезан са смрћу бајкера и губитком дроге. Саветник тражи од Рајнера помоћ, али је не добија.
У међувремену, у Тексасу, двојица наоружаних људи из картела, претварајући се да су полицајци, заустављају Монтера и његовог саучесника. Овај последњи пуца и убија једног од "официра", а другог рани. У окршају који је уследио, рањени милитант убија саучесника и Монтјора, случајно пуца кроз контејнер за отпад, а истовремено убија возача који се затекао у близини. Истовремено, Реинера убијају чланови картела, а Лора је киднапована. Последњом снагом, саветник контактира шефа (Рубен Блејдс), високог члана картела, да сазна где се Лаура налази. Шеф тврди да не зна и саветује саветника да живи са избором који је направио. Након што је рањени револвераш упуцан и камион поправљен, он одлази на састанак у Чикаго где клијент добија кокаин.
Саветник се враћа у Мексико, надајући се да ће пронаћи Лауру. На вратима своје хотелске собе дечак оставља коверат. Саветник га отвара и проналази ДВД са ознаком "Хола!" (Шпански за "Здраво!"). Саветник доживи коначни крах свог живота, схватајући да је реч о снуфф видеу са Лауром, који су снимили људи из картела (Вестрај га је претходно упозорио на такве методе одмазде). У међувремену, Малкина почиње да прикрива трагове неуспеле крађе дроге. Она прогања Вестреја, који се крије у Лондону, и унајмљује девојку да га заведе и тајно извуче податке о његовим банковним рачунима и лозинкама. Након тога, убице које је унајмила Малкина брутално убијају Вестреја, а Малкина добија лаптоп који је држао у рукама. Малкина упознаје свог банкара (Горан Вишњић) у скупом ресторану. Причају о томе како ће она потрошити свој новац. Очигледно се познају и она му каже да више није потребан и да треба да изађе из њиховог посла јер ће бити елиминисан ако треба. Спремни су за наруџбу, а филм се завршава Малкининим „Гладан сам“.

## Улоге
| Глумац          | Улога             |
| --------------- | ----------------- |
| Мајкл Фасбендер | Саветник          |
| Камерон Дијаз   | Малкина           |
| Хавијер Бардем  | Рајнер            |
| Пенелопе Круз   | Лаура             |
| Бред Пит        | Вестреј           |
| Роузи Перез     | Рут               |
| Ричард Кабрал   | Зелени стршљан    |
| Натали Дормер   | Плавуша           |
| Едгар Рамирез   | Свештеник         |
| Бруно Ганц      | Дилер дијамантима |
| Рубен Гејтс     | Шеф               |
| Горан Вишњић    | Мајкл             |
| Тоби Кебел      | Тони              |
| Ема Ригби       | Тонијева девојка  |
| Џон Легвизамо   | Ренди             |
| Дин Норис       | Купац             |